# 탱자나무
탱자나무(학명: Citrus/Poncirus trifoliata 키트루스/퐁키루스 트리폴리아타[*])는 운향과의 과일 나무(낙엽 소교목)이다. 원산지는 중국이다. 한국에서는 중부이남에서 재배된다. 열매는 탱자로, 청을 담가 먹거나 말린 열매를 한약에 쓰기도 한다.
탱자나무가 별개의 탱자나무속에 속하는지, 탱자나무속이 귤속에 병합되어야 하는지에 관해서는 이견이 있다. 린네는 탱자나무를 귤속 아래에 기재했으나, 스윙글 체계 등에서는 탱자나무속으로 분류했다. 2010년대 초반까지의 계통분류학적 분석 연구는 탱자나무속을 귤속에 병합하는 방안을, 2018년 Wu et al.의 유전자 염기서열 분석 연구에서는 탱자나무속을 별개의 속으로 두는 방안을 제시했다. 탱자나무는 감귤나무나 포멜로, 시트론 등 귤속의 주요 식물과 개화 시기가 달라 자연 교잡이 일어나지 않지만, 인공 교잡을 통해 여러 재배품종이 만들어지기도 했다.

## 생태
높이 약 3미터 정도까지 자란다. 5cm 정도의 가시가 나 있다. 잎은 3출 겹잎으로 어긋나는데, 작은 잎은 달걀 모양이며 가장자리는 가는 톱니처럼 되어 있다. 꽃은 5월에 가지 사이마다 개화며 흰색의 5장의 꽃잎으로 이루어져 있고 다른 귤나무에 비해 얇다. 열매는 귤과 비슷한 둥근 액과로 미세하고 흰털로 덮여있다. 호랑나비의 먹이식물이다.

## 쓰임새
열매 껍질을 진통제·해열제·이뇨제로 쓴다. 날카로운 가시가 특징이어서 중죄인에 한해 귀양 온 죄인이 달아나지 못하도록 하는 형벌인 위리안치를 행하는 산울타리로 사용되기도 했다.
민속에서는 저승의 사자를 출입 못하게 막기 위해 심기도 했다.
씨앗이 없는 귤나무를 증식하기 위해 귤나무를 접붙이기하는 대목으로 쓰기도 한다.

## 고사성어
탱자나무와 얽힌 고사성어로는 '귤화위지(橘化爲枳)'가 있다. 춘추전국 시대 말기 제나라의 재상 안영이 초나라 사절로 파견되었을 때 초나라 왕 영왕에게 한 말을 바탕으로 한 고사성어로, 문자 그대로 '강남(화이허 이남)의 귤나무를 강북에 옮겨심으면 탱자나무가 된다.'라는 뜻이다. 하지만, 귤나무와 탱자나무는 생물 분류상 속 단위부터 다른데 고양이와 호랑이 정도의 차이와 같다.

## 유명한 나무
- 강화 갑곶리 탱자나무 - 천연기념물 제78호
- 강화 사기리 탱자나무 - 천연기념물 제79호
- 국우동탱자나무 - 대구광역시 기념물 제10호
- 문경장수황씨종택의탱자나무 - 경상북도 기념물 제135호
- 보경사의 탱자나무 - 경상북도 기념물 제11호
- 이병기생가의탱자나무 - 전라북도 기념물 제112호

## 사진

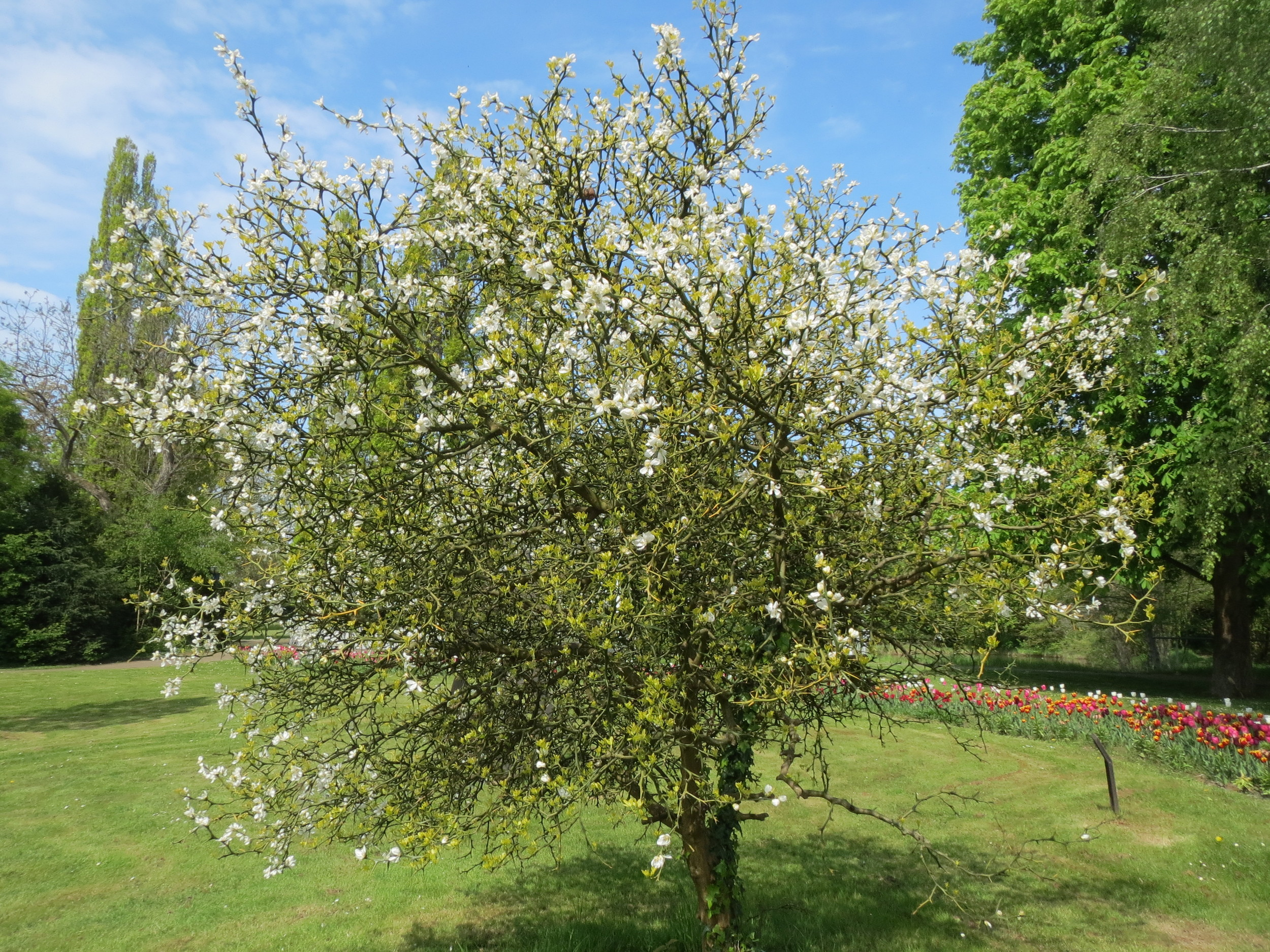
나무
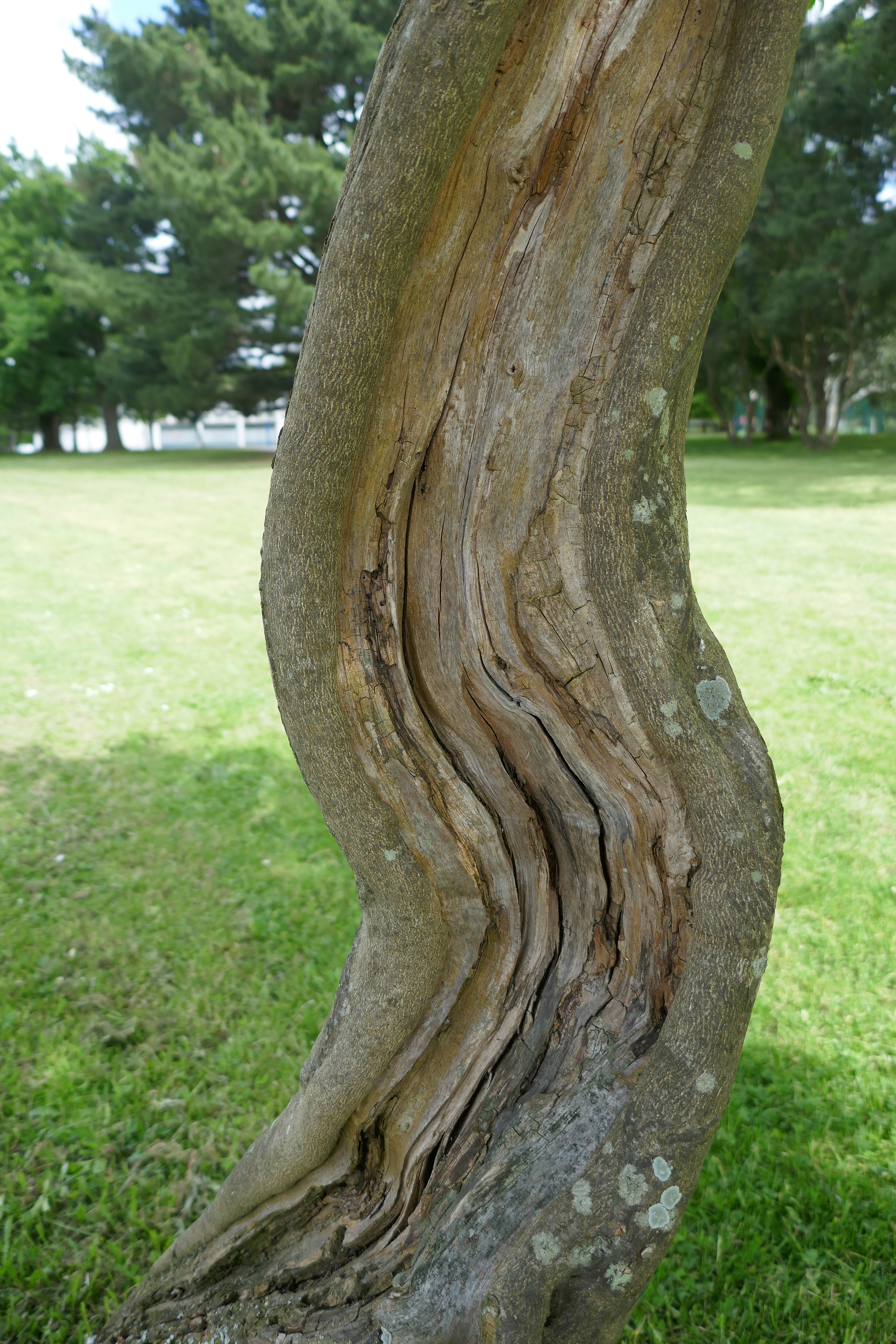
나무줄기
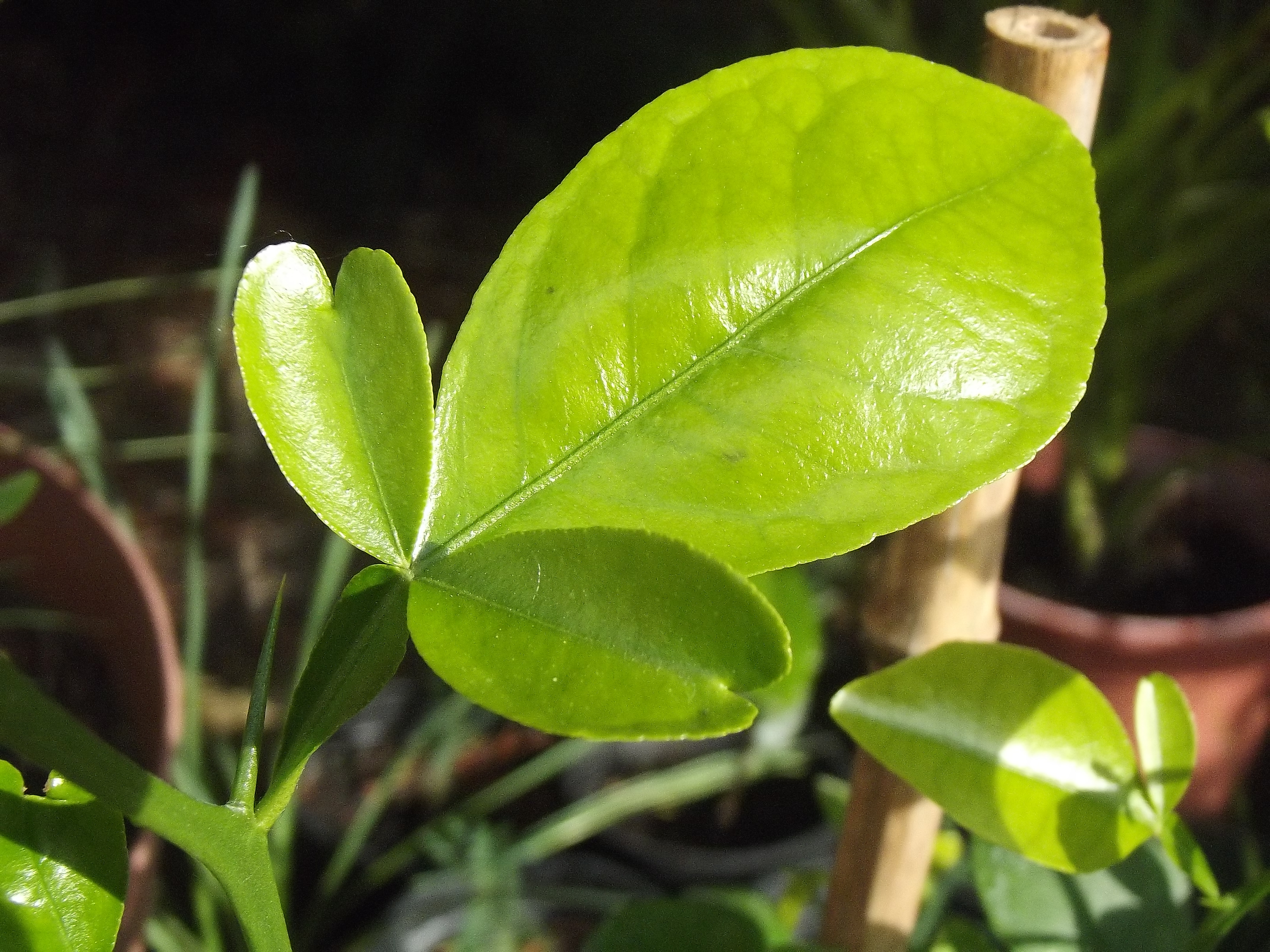
잎
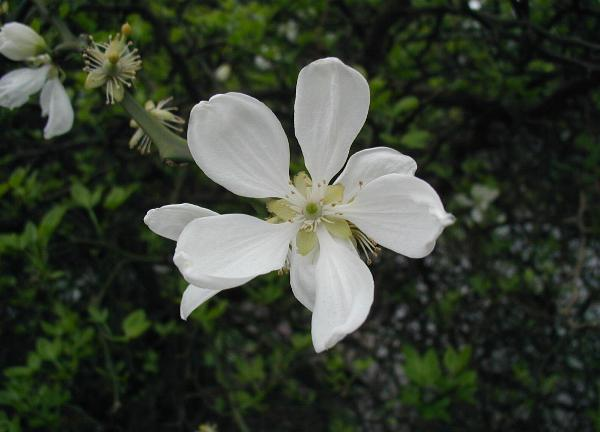
꽃
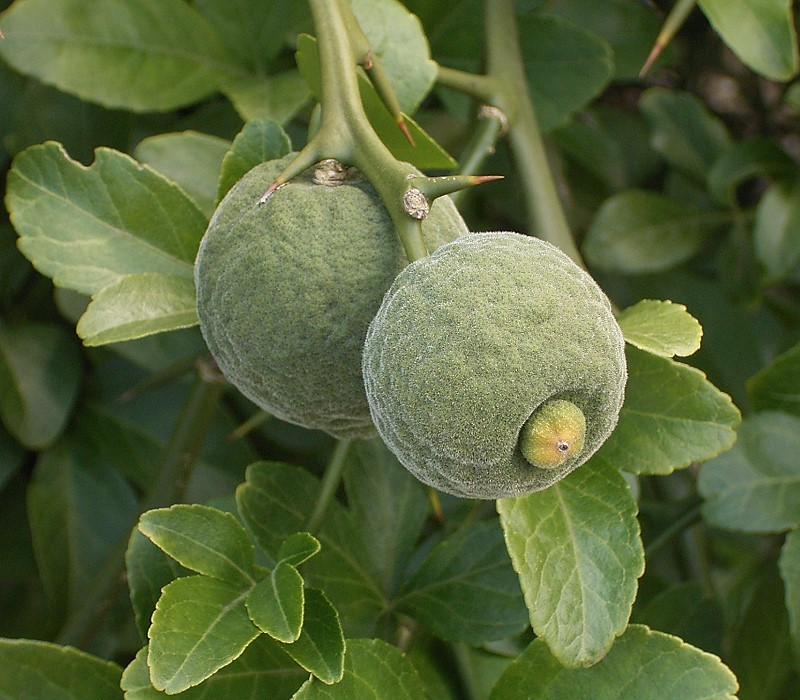
덜 익은 열매
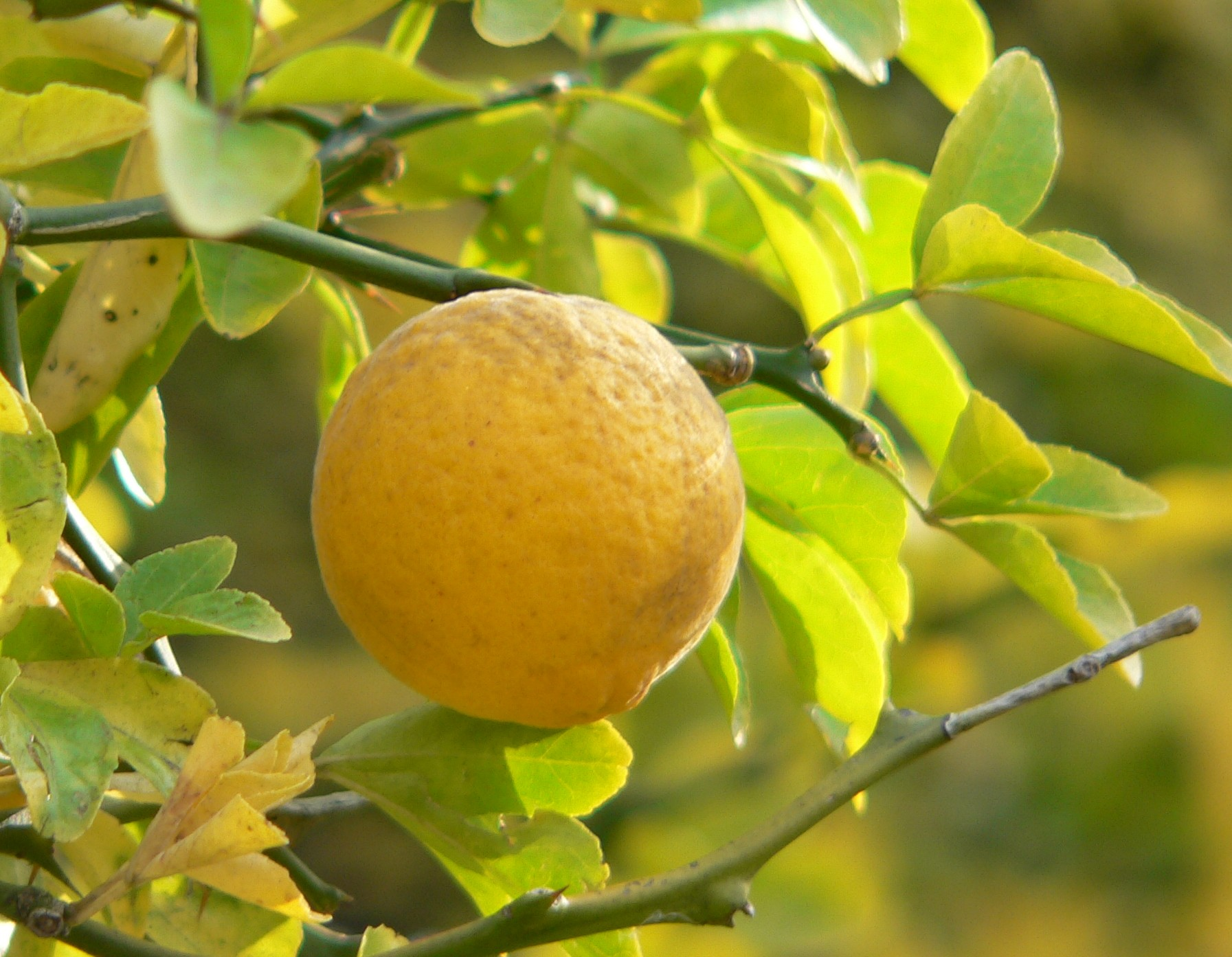
익은 열매